# Doron de Bozel
Doron de Bozel – rzeka we Francji, płynąca w całości na terenie departamentu Sabaudia, o długości 38,65 km. Stanowi lewy dopływ rzeki Isère. 

## Geografia
Doron de Bozel ma źródła na północnych stokach szczytu Pointe de la Partie (3299 m n.p.m.) w gminie Pralognan-la-Vanoise. Rzeka początkowo płynie w kierunku północnym, lecz w pobliżu osady Le Villard zmienia bieg na zachodni. W miejscowości Salins-les-Thermes ponownie zmienia kierunek, płynąc odtąd na północ aż do ujścia do Isère w Moûtiers. 
Doron de Bozel płynie w całości na terenie departamentu Sabaudia, w tym na obszarze 9 gmin: Pralognan-la-Vanoise (źródło), Planay, Bozel, Courchevel, Montagny, Brides-les-Bains, Les Belleville, Salins-Fontaine, Moûtiers (ujście). 

## Dopływy
Doron de Bozel ma opisanych 19 dopływów o długości powyżej 2 km. Są to:
| - Doron de Belleville - Doron des Allues - Doron de Champagny - Rosière - Torrent de la Glière - Bonrieu - Ruisseau de la Vuzelle | - Ruisseau de Montgellaz - Ruisseau de la Roche - Ruisseau du Gorret - Ruisseau de Ballandaz - Ruisseau des Eparays - Torrent des Nants - Ruisseau des Travers |